# KK Mornar Bar
KK Mornar Bar is een Montenegrijnse basketbalclub uit Bar.

## Geschiedenis
Mornar Bar werd eenmaal Montenegrijns landskampioen in 2018 en werd vijfmaal tweede. Daarnaast werd het zeven keer finalist in de landsbeker.

## Erelijst
- Montenegrijns landskampioen: 2018
  - Tweede: 2011, 2016, 2017, 2021, 2022

- Montenegrijnse basketbalbeker:
  - Tweede: 2010, 2016, 2017, 2018, 2020, 2021, 2022

## Coaches
- Đorđije Pavićević (2003-2011)
- Mihailo Pavićević (2011-2013)
- Đorđije Pavićević (2013-2017)
- Mihailo Pavićević (2017-heden)

## Bekende (oud)-spelers
| - Vladimir Mihailović - Alexandre Gavrilović - Khadeen Carrington |